# José Joaquín Ripoll Serrano
José Joaquín Ripoll Serrano (Alacant, 1957) és un arquitecte i polític valencià.

## Biografia
Es graduà en arquitectura en la Universitat Politècnica de València i ha estat membre del consell d'administració d'Urbamed SA. Políticament ha militat en el Partit Popular, amb el qual ha estat regidor d'Alacant entre 1987 i 1991, fou escollit senador per la província d'Alacant a les eleccions generals espanyoles de 1993 i diputat a Corts Valencianes a les eleccions de 1991, 1995 i 1999.
El 1995 entra a formar part del govern del president de la Generalitat Valenciana Eduardo Zaplana, ostentant distints càrrecs de màxima responsabilitat als diversos governs de Zaplana. Fou conseller d'Administració Pública (1995-1996), conseller de Presidència, (1996-1999) i vicepresident de la Generalitat (1999-2003).
El 2006 substitueix a Julio de España Moya com a president de la Diputació d'Alacant i president de la direcció provincial a Alacant del PPCV.
José Joaquín Ripoll ha mantingut diversos enfrontaments polítics amb el president del PPCV i de la Generalitat Valenciana, Francesc Camps arran del conflicte pel control del partit, després de la sortida d'Eduardo Zaplana de la política valenciana. Ripoll és considerat com el màxim representant del zaplanisme, nom amb què és conegut al grup de polítics seguidors de l'expresident Zaplana i que es contraposa al campsisme.
El 6 de juliol de 2010 va ser detingut per la policia, al marc de les operacions de l'anomenat cas Brugal, per la investigació d'un presumpte cas de corrupció relacionat amb l'adjudicació de la contracta de la planta del plan zonal de residus de la zona XVII (Baix Segura). La policia escorcollà la seu de la Diputació i el seu domicili particular, a més de detenir a tres regidors del consistori oriolà i dos empresaris. En l'actualitat es troba imputat pels presumptes delictes de suborn, frau, tràfic d'influències, revelació de secrets i activitat prohibida a funcionaris.